# مرفاع قنطري متحرك
الرافعة القنطرية أو المرفاع القنطري المتحرك (بالإنجليزية: Gantry crane) هو نوع من المرافيع الرهوية الثابتة أو المتحركة، يستخدم لرفع ونقل الأحمال الثقيلة في مواقع العمل المختلفة مثل الموانئ، المصانع، ومواقع البناء. يتميز هذا المرفاع بوجود قنطرة أفقية مدعومة على أعمدة أو أرجل، مما يسمح له بالتحرك فوق مسارات محددة أو عجلات.

## الاستخدامات
تُستخدم الرافعات القنطرية في العديد من المجالات، من أبرزها:
- تحميل وتفريغ الحاويات في الموانئ.
- نقل المواد الثقيلة في المصانع ومراكز التصنيع.
- رفع المعدات والآلات في مواقع البناء والمشاريع الهندسية الكبرى.[3]

## الأنواع
تتنوع الرافعات القنطرية حسب التصميم والاستخدام، ومن أبرز أنواعها:
- رافعة قنطرية كاملة: تتكون من جسر يمتد بين عمودين أو أكثر وتتحرك على مسارات محددة.
- رافعة شبه قنطرية: مدعومة من جانب واحد فقط وتُستخدم في المساحات المحدودة.
- رافعة قنطرية متحركة: مزودة بعجلات مطاطية أو حديدية، مما يسمح لها بالتحرك بحرية داخل الموقع.[3]

## المكونات
تتكون الرافعة القنطرية من عدة أجزاء رئيسية تشمل:
- الجسر الأفقي: يمتد بين الأعمدة ويدعم معدات الرفع.
- الأعمدة أو الأرجل: تدعم الجسر وتوفر الاستقرار.
- آلية الرفع: تشمل البكرة لرفع الأحمال.
- نظام الحركة: إما على سكك حديدية أو عبر عجلات مطاطية.[4]

## السلامة
تُعد السلامة من الجوانب الحيوية في تشغيل الرافعات القنطرية، حيث يجب الالتزام بما يلي:
- إجراء صيانة دورية لجميع المكونات.
- تدريب المشغلين على إجراءات التشغيل الآمن.
- تركيب أنظمة تحكم متقدمة لمنع الحوادث.[5]